# Linum (dorp)
Linum is een plaats in de Duitse gemeente Fehrbellin, en ligt in de Landkreis Ostprignitz-Ruppin in Brandenburg. Het staat bekend als ooievaarsdorp.
Linum is een lintdorp, dat vandaag de dag gesitueerd is aan de Nauener Straße – de oude postweg van Berlijn naar Hamburg – parallel aan de A24. Het ligt tussen Fehrbellin en Kremmen, ongeveer 45 kilometer ten noordwesten van Berlijn en zo’n 19 kilometer ten zuiden van Neuruppin in het laaglandveengebied Rhinluch. Linum telt 750 inwoners.

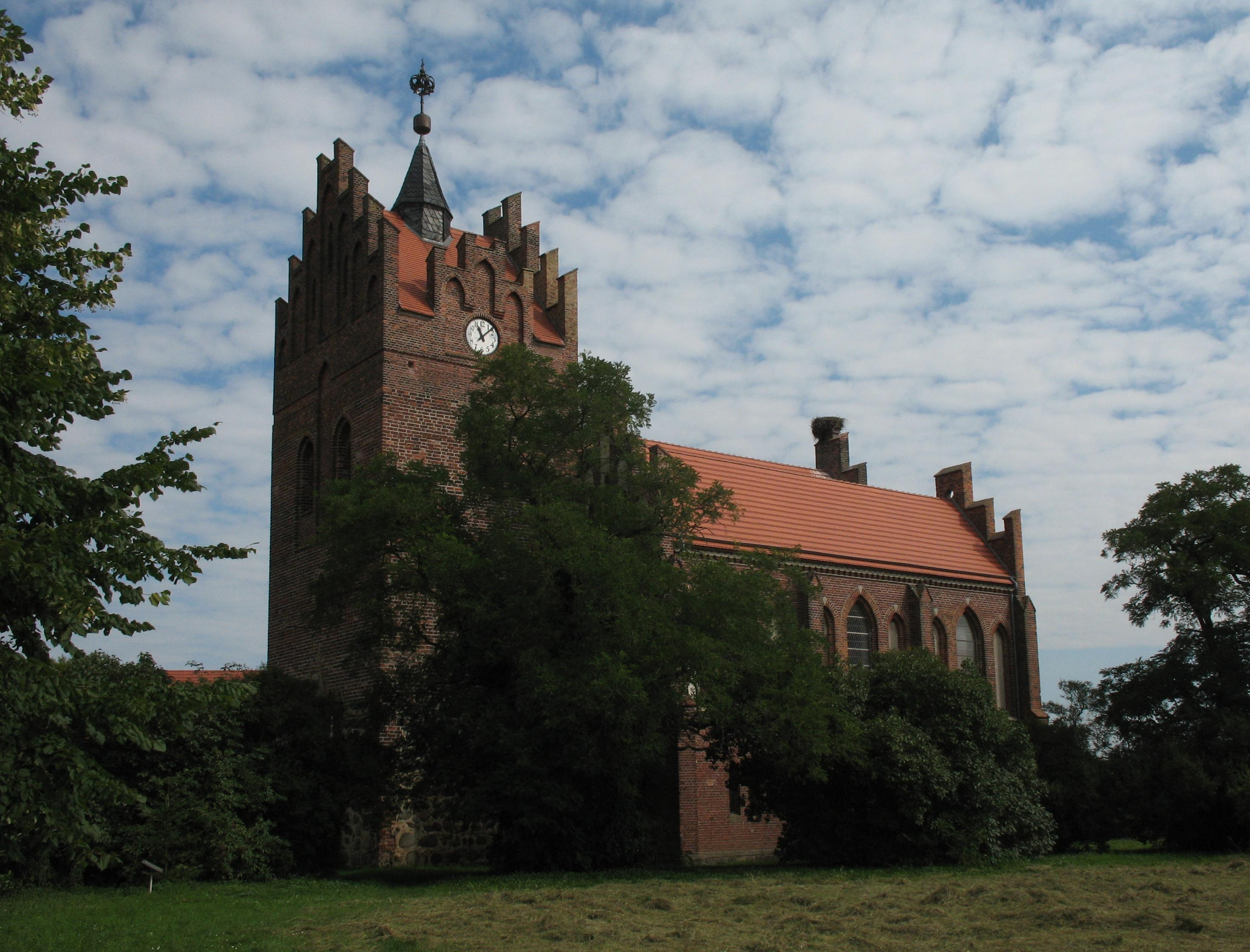
Dorpskerk
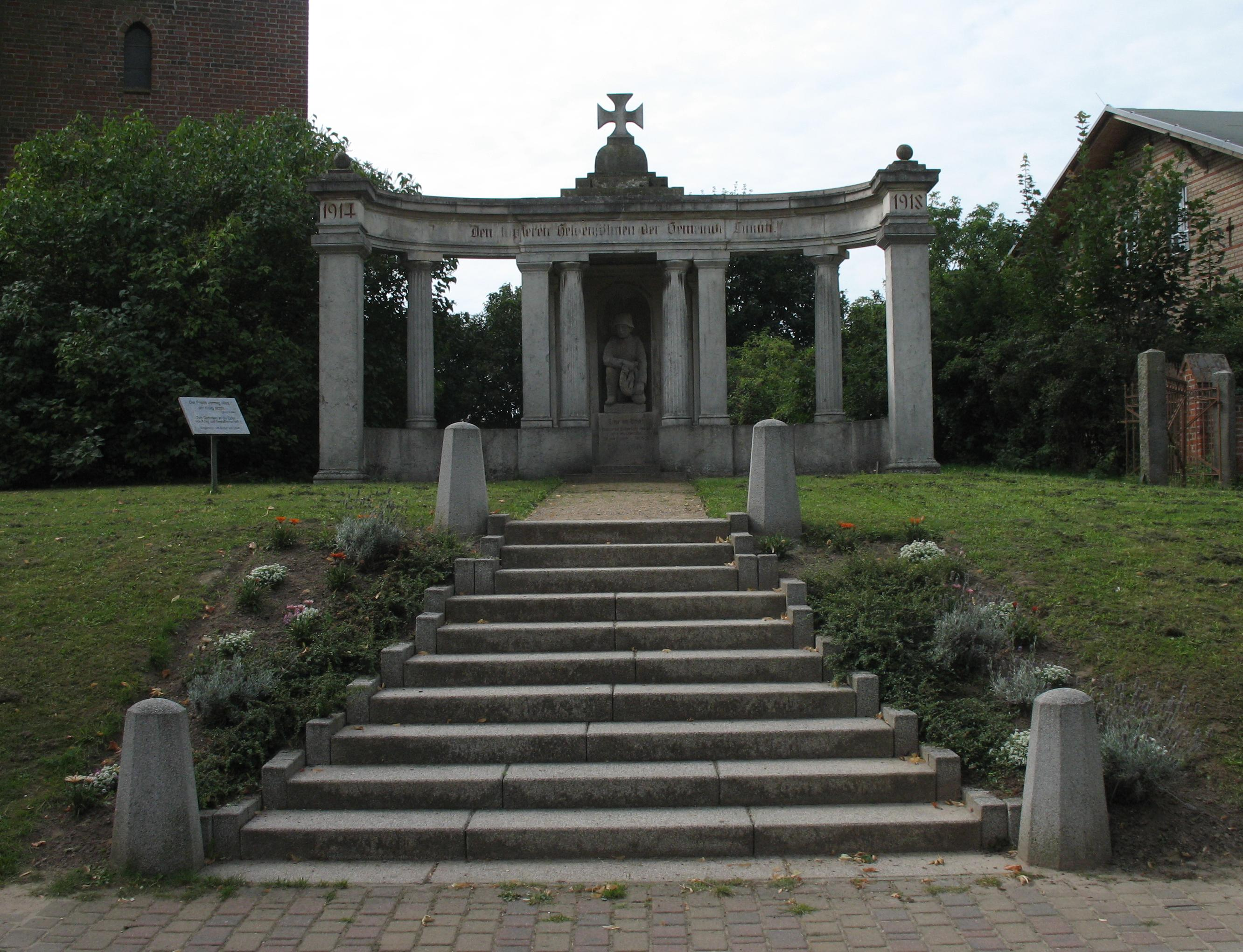
Oorlogsmonument (voor WO I)
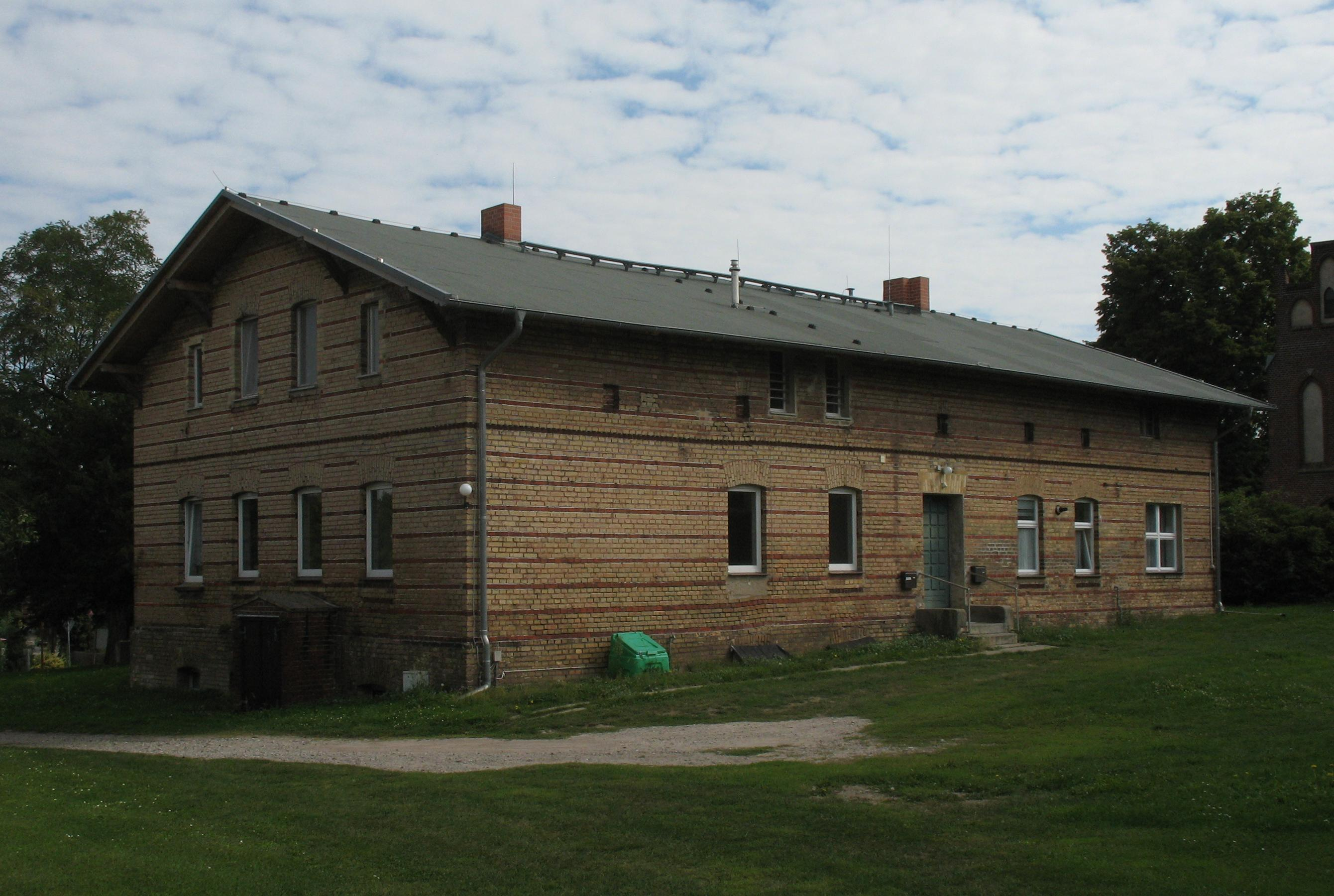
Pastorie
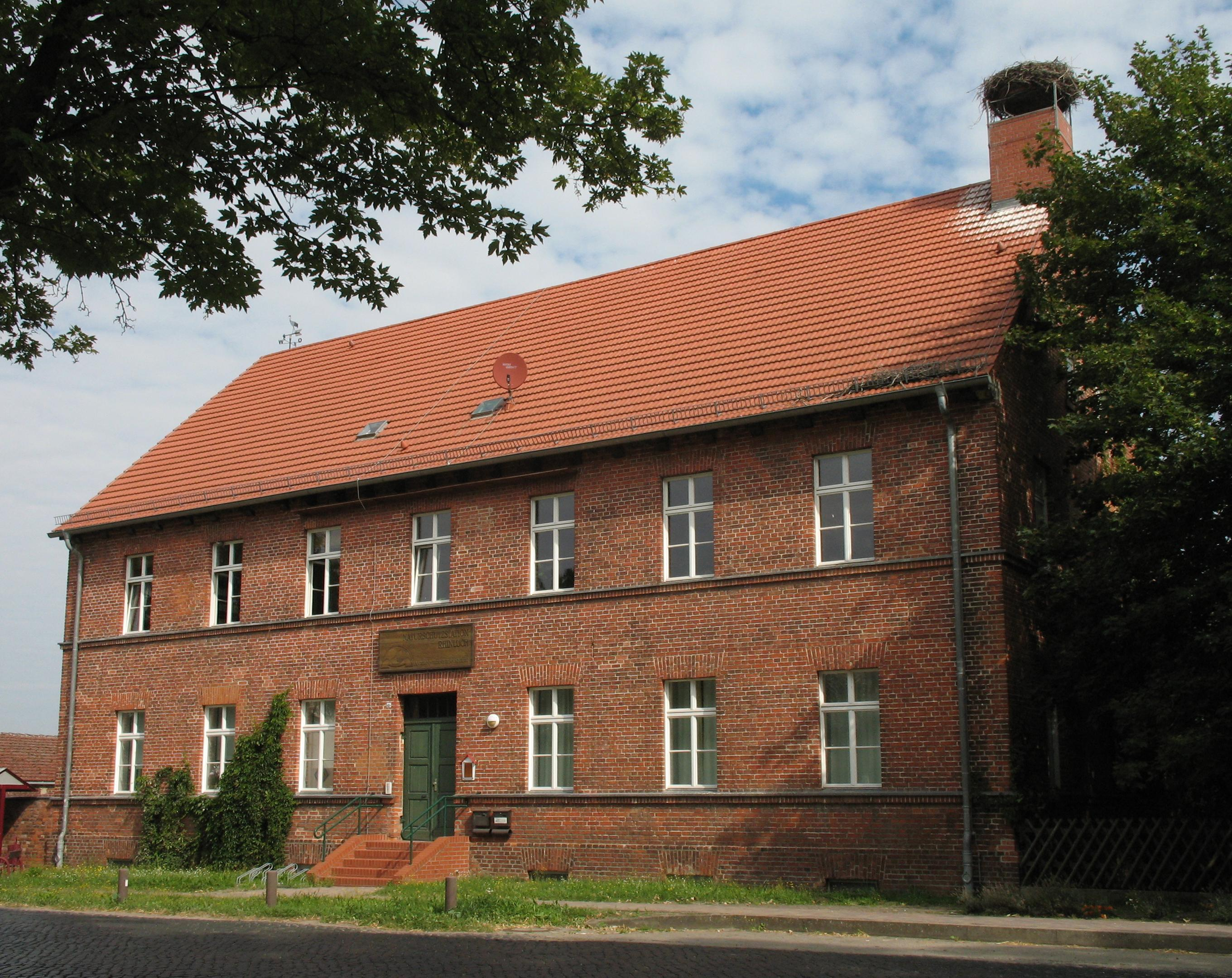
Voormalige school
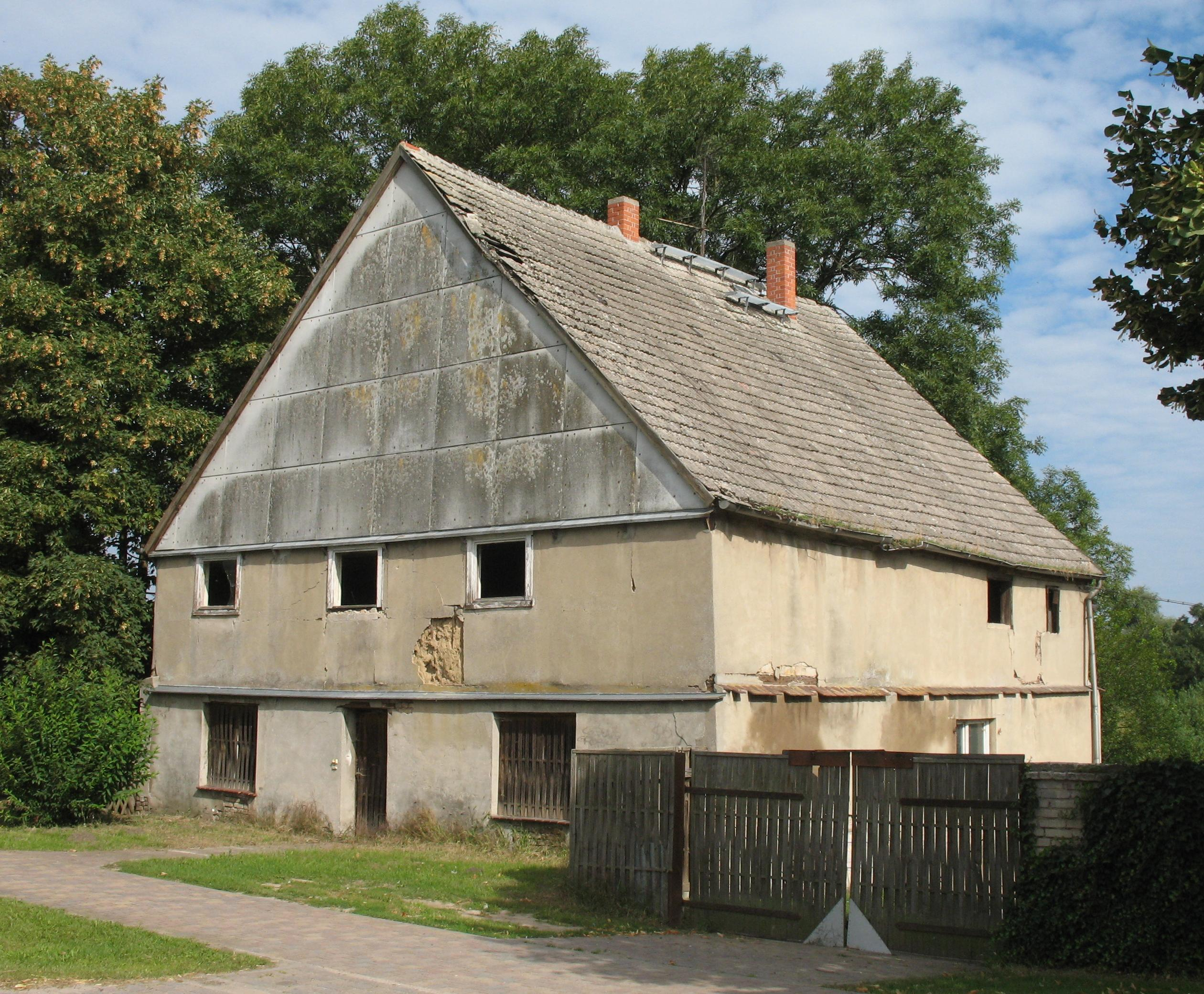
Mittelflurhaus